# Сакатово
Сака́тово (рос. Сакатово, башк. Саҡат) — присілок у складі Бакалинського району Башкортостану, Росія. Входить до складу Камишлитамацької сільської ради.
Населення — 204 особи (2010; 258 у 2002).
Національний склад:
- башкири — 57 %
- татари — 40 %